# Ljubina-Poturovići
Ljubina-Poturovići (en serbe cyrillique : Љубина-Потуровићи) est un village de Bosnie-Herzégovine. Il est situé dans la municipalité de Vogošća, dans le canton de Sarajevo et dans la fédération de Bosnie-et-Herzégovine. Selon les premiers résultats du recensement bosnien de 2013, il compte 448 habitants.
Avant 1991, le village était rattaché à la localité de Semizovac ; depuis 1991, il est recensé comme une entité administrative à part entière.

## Géographie
Le village est situé à la confluence du Kožljanski potok et de la Ljubina, un affluent droit de la Bosna.

## Démographie

### Évolution historique de la population dans la localité
| 1948 | 1953 | 1961 | 1971 | 1981 | 1991 | 2013 |
| ---- | ---- | ---- | ---- | ---- | ---- | ---- |
| -    | -    | -    | -    | -    | 405  | 448  |

|  |